# Pierre-Marcel Favre
Pour les articles homonymes, voir Favre.
Pierre-Marcel Favre, né le 9 août 1943 à Lausanne, est éditeur, critique et journaliste vaudois.

## Biographie
Pierre-Marcel Favre quitte la maison à 17 ans pour parcourir de nombreux pays, et parmi ceux-ci, l'Algérie indépendante depuis peu. De retour en Suisse, il étudie l'architecture à Genève en 1965 et passe une licence de pilote professionnel à Zurich 1964.
Dans les années 1970, il fonde les éditions Favre et publie ses premiers livres. Plus de 1 800 titres ont été édités. En 1987, il crée et préside ensuite le Salon international du livre et de la presse de Genève pendant 23 ans. À l'occasion des 700 ans de la Confédération, il met sur pied à Lausanne un premier symposium consacré à "L'avenir de l'écrit et du multilinguisme"; il crée en parallèle la Fondation pour l'Écrit, la Fondation pour les Arts visuels et il est présentement membre de nombreux Conseils de Fondations et d'Administration.
On lui doit aussi des expositions consacrées à des peintres ou des écrivains : Dali, Miro, Picasso, Vallotton, Verne, Toulouse Lautrec, etc. Il tient régulièrement des rubriques et critiques dans des journaux ou magazines, tels que Le Matin Dimanche, Le Temps.
Il a deux enfants, Bart Jérôme, HEC, né en 1987 et Caroline Alix, architecte, née en 1990.

## Prix et distinctions
Il a été fait chevalier de la Légion d'Honneur en 1996. En 2004, chevalier des Arts et des Lettres, officier des Arts et des Lettres en 2008, officier de la Légion d'Honneur en 2011 par la République française et commandeur des Arts et des Lettres en 2016. Il a aussi été honoré par le président de la république d'Albanie. Il est devenu commandeur de la république de Côte d'Ivoire le 10 octobre 2014, commandeur des Arts et des Lettres de la République française le 17 mai 2016 et commandeur de l'ordre de la Valeur de la république du Cameroun le 4 septembre 2018.

## Sources
1. ↑  « Distinction : Paul Biya salue l’œuvre de Pierre Marcel Favre. », sur Cameroon Radio Television, 6 septembre 2018 (consulté le 10 juin 2022)

- « Pierre-Marcel Favre », sur la base de données des personnalités vaudoises sur la plateforme « Patrinum » de la Bibliothèque cantonale et universitaire de Lausanne.
- Serge Moisson, Favre Pierre-Marcel, éditeur, février 2001, Lausanne : Télévision de la région lausannoise, 2001, Nous chez vous, 1 [VHS] (env. 55 min)
- Yves Tenret, Éditions Favre, un éclectisme : entretien avec Pierre-Marcel Favre In: Voir. - Lausanne. - 49 (1988), p. 28 http://derives.tv/spip.php?article634
- Filiations, des personnalités racontent leur histoire familiale, p. 219-224
- 200 têtes vaudoises, "Who is who? du canton de Vaud", p. 33
- L'Hebdo, 2004/04/29, p. 98 (Rêves d'enfant) & 2005/04/28 p. 26-27
- Gilbert Salem 24 Heures, 2007/05/02, p. 42